# Lucio Magri
Lucio Magri (Ferrara, 19 agosto 1932 – Bellinzona, 28 novembre 2011) è stato un politico e saggista italiano.

## Biografia
Magri entra nel PCI nel 1957, dopo un'esperienza nella gioventù democristiana a Bergamo, che lo porta a sfiorare l'elezione a segretario nazionale. Viene accolto nella segreteria del partito di Bergamo, poi nel direttivo regionale lombardo, e di là passa poi a Botteghe Oscure, dove lavora con Napolitano e Barca al dipartimento Lavoro di massa. Celebre è il suo intervento al convegno del Gramsci nel 1962 nel quale delinea i caratteri del neo-capitalismo e si scontra con Amendola.
Nel 1969, dopo lo shock dell'invasione sovietica della Cecoslovacchia durante la Primavera di Praga, in dissenso con la posizione del PCI, è tra gli animatori (con Rossana Rossanda, Luigi Pintor, Aldo Natoli, Valentino Parlato, Luciana Castellina e altri) del gruppo che dà vita alla rivista "il manifesto", da lui diretta, e che comporterà per tutti la radiazione dal partito.
Nel 1971 partecipa insieme agli altri alla trasformazione della rivista nel quotidiano ancora esistente. Successivamente si distanzia dal gruppo, fondando nel 1974 il Partito di Unità Proletaria per il Comunismo, di cui è segretario. Nel 1976 conosce Marta Marzotto, con cui ha una storia importante per dieci anni.

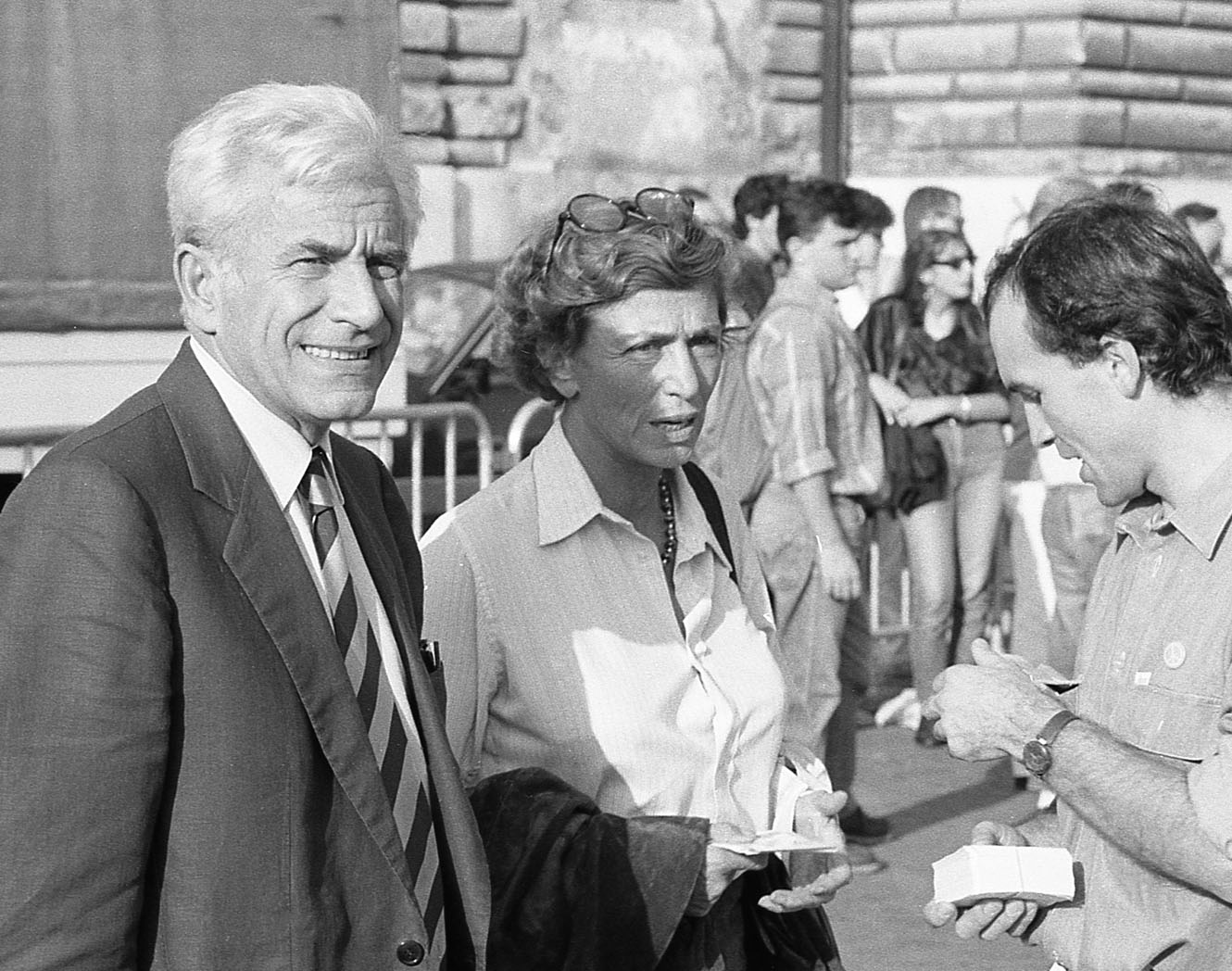
Lucio Magri, Luciana Castellina e Eliseo Milani alla manifestazione del PCI contro la flotta USA in Oman, piazza del Popolo, Roma, 17 ottobre 1987

Confluisce successivamente con tutto il partito nel PCI nel 1984. Al momento della trasformazione del PCI in PDS nel 1991, decide di aderire al Partito della Rifondazione Comunista, fondando una corrente interna la cui struttura ricorda il gruppo dirigente del vecchio PdUP per il comunismo.
Il 14 giugno 1995 la sua corrente lascia il partito per costituire il Movimento dei Comunisti Unitari, su una posizione di appoggio del governo Dini. Successivamente il Movimento appare tra le forze fondatrici dei Democratici di Sinistra, svolta alla quale Magri non aderisce, preferendo tornare a scrivere per il manifesto.
In seguito fonda e dirige la rivista del manifesto, mensile di approfondimento politico uscito per 56 numeri dal novembre 1999 al dicembre 2004. Nel 2009 pubblica Il sarto di Ulm. Una possibile storia del PCI (il Saggiatore, Milano), un tentativo di ripercorrere la storia del Partito Comunista in Italia e nel mondo nella seconda metà del Novecento, mettendo in evidenza i tanti punti di biforcazione che, se attraversati diversamente, avrebbero potuto far approdare il movimento comunista italiano a un esito ben diverso dall'attuale.
Nel novembre 2011, depresso per la scomparsa della moglie Mara Caltagirone (1946 - 2009), si reca a Bellinzona in Svizzera dove chiede ad un medico amico di aiutarlo nella procedura di suicidio assistito, chiudendo i suoi giorni all'età di 79 anni.
Il 3 dicembre 2011 viene tumulato a fianco della moglie Mara nel cimitero di Recanati. In quell'occasione Famiano Crucianelli legge l'ultima lettera di Magri.
Nel 2021 viene pubblicata la prima biografia di Magri, scritta da Simone Oggionni, con una prefazione di Luciana Castellina e una postfazione di Famiano Crucianelli.

## Opere
- Lo stato del movimento rivendicativo, la situazione politica, gli obiettivi immediati e di prospettiva della nostra lotta, Partito e Sindacato, in Istituto di studi comunisti, Il Partito, il sindacato e la politica dei redditi. Seminario, 18-22.7.1964, s.l., s.n., 1964.
- Il valore e il limite delle esperienze frontiste, in "Critica marxista", luglio-agosto 1965.
- Considerazioni sui fatti di maggio, Bari, De Donato, 1968.
- Prefazione a Luciana Castellina, Che c'è in Amerika?, Verona, Bertani, 1973.
- Una nuova opposizione, una nuova forza politica per rovesciare la crisi di sistema contro il sistema, con Rossana Rossanda e Luigi Pintor, Roma, Il manifesto, 1973.
- Prefazione a Classe, consigli, partito, Roma, Alfani, 1974.
- Qualità e dinamica della crisi, in Uscire dalla crisi dal capitalismo in crisi. Atti del convegno di Ariccia 8-9 febbraio 1975, Roma, Savelli, 1975.
- Il sarto di Ulm. Una possibile storia del PCI, Milano, Il saggiatore, 2009. ISBN 978-88-428-1608-9.
- Alla ricerca di un altro comunismo, Milano, Il saggiatore, 2012. ISBN 978-88-428-1861-8.